# Louis Lucien Bonaparte

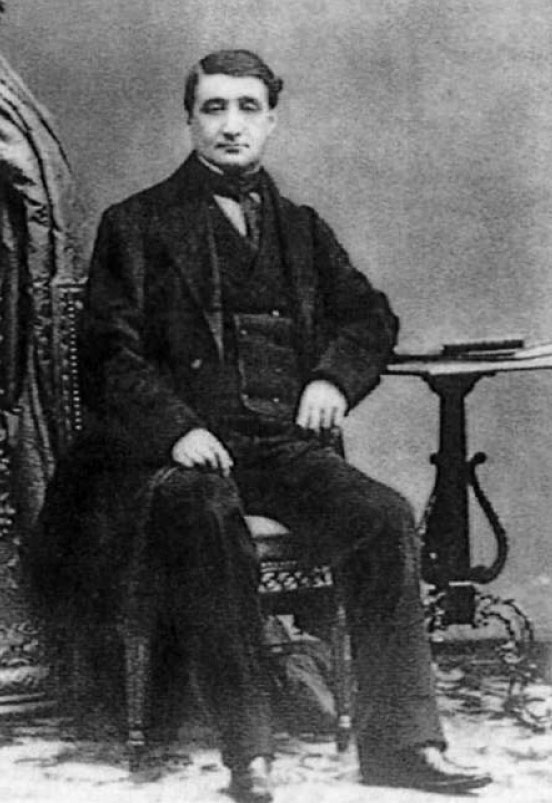
Louis Lucien Bonaparte

Louis Lucien Bonaparte (* 4. Januar 1813 in Schloss Thorngrove, Grimley, Worcestershire; † 3. November 1891 in Fano, Italien) war ein französischer und italienischer Mäzen, Linguist, Baskologe, Romanist und Dialektologe, der in London wirkte.

## Leben und Werk
Louis Lucien Bonaparte war der Sohn von Lucien Bonaparte, dem Bruder von Napoleon Bonaparte, ferner der Bruder des Ornithologen Charles Lucien Jules Laurent Bonaparte, sowie der Vetter von Napoléon III. Er wurde in England geboren, wuchs in Canino, Italien, auf, besuchte das Jesuitenkolleg in Urbino und widmete sich (nach anfänglichem Studium der Chemie) der Sprachwissenschaft.
In der Zweiten Französischen Republik war Bonaparte Abgeordneter Korsikas, dann des Départements Seine. Nach der Machtergreifung seines Vetters Napoléon III. wurde er Senator im Zweiten Kaiserreich, ging nach London und lebte (als Freund von William Ewart Gladstone und im Kontakt mit Alexander John Ellis und James Murray) ein Gelehrtenleben als Sprachwissenschaftler.
Nach seiner Scheidung 1850 hatte er, als Neffe Napoleons, die Absicht, die Prinzessin Alexandra Amalie von Bayern zu ehelichen. Ihr Vater, König Ludwig I. von Bayern, lehnte ab; seine Begründung: es sei ihm „unmöglich, seine Tochter mit einem Napoleon zu verheiraten.“ Auch der nicht allzu gute Gesundheitszustand des Bewerbers wurde zur Begründung mit herangezogen.
Bonaparte unterhielt eine eigene Druckerei, in der er als Mäzen zahlreiche Bücher verlegte, vornehmlich von ihm geplante, angeforderte und oft auch kommentierte Übersetzungen von Teilen der Bibel in italienische, sardische, spanische, englische, baskische u. a. Dialekte. Einer seiner wichtigsten Übersetzer war der sardische Grammatiker und Lexikograf Giovanni Spano.
Bonapartes bedeutendste eigene Forschungen betreffen das Baskische. Seine dazu nachgelassenen Manuskripte wurden in neuester Zeit in 24 Bänden herausgegeben.
Seit 1858 war er Ehrenmitglied der Russischen Akademie der Wissenschaften in St. Petersburg.
1833 heiratete er in Florenz Maria Anna Cecchi, die Tochter eines Florentiner Bildhauers. 1850 trennte er sich von seiner Frau und lebte später mit Clémence Richard zusammen, mit der er einen Sohn hatte, Louis Clovis Bonaparte (1859–1894); erst 1891, nach Maria Annas Tod am 17. März, heiratete er Clémence, starb aber kurz danach.

## Werke
- Specimen lexici comparativi omnium linguarum Europæarum, Florenz 1847
- Langue basque et langues finnoises, London 1862
- Le Verbe basque en tableaux, accompagné de notes grammaticales, selon les huit dialectes de l'euskara,... avec les différences de leurs sous-dialectes et de leurs variétés, London 1869
- Manuscritos-Publicaciones, hrsg. von D. Carlos Gonzalez Echegaray, Bilbao 1989
- Opera Omnia Vasconice, 4 Bde., Bilbao 1991
- Bonaparte ondareko eskuizkribuak [nachgelassene Manuskripte], hrsg. von Rosa Miren Pagola, Euskal Ikaskuntzen Institutua, Deustuko Unibertsitatea, Bilbao
  - 1992, Bizkaiera, 3 Bde.
  - 1993, Gipuzkera, 6 Bde.
  - 1994, Lapurtera, 2 Bde.
  - 1995, Iparraldeko Goi-Nafarrera,  3 Bde.
  - 1996, Hegoaldeko Goi-Nafarrera,  4 Bde.
  - 1997-1, Aezkera
  - 1997-2, Zaraitzera
  - 1997-3, Erronkariera
  - 1999-1, Mendebaldeko behe-nafarrera
  - 1999-2, Ekialdeko behe-nafarrera, 2 Bde.
  - 1999-3, Zuberera, 2 Bde.
  - 2004, Bilduma osoaren Edizio Digitala

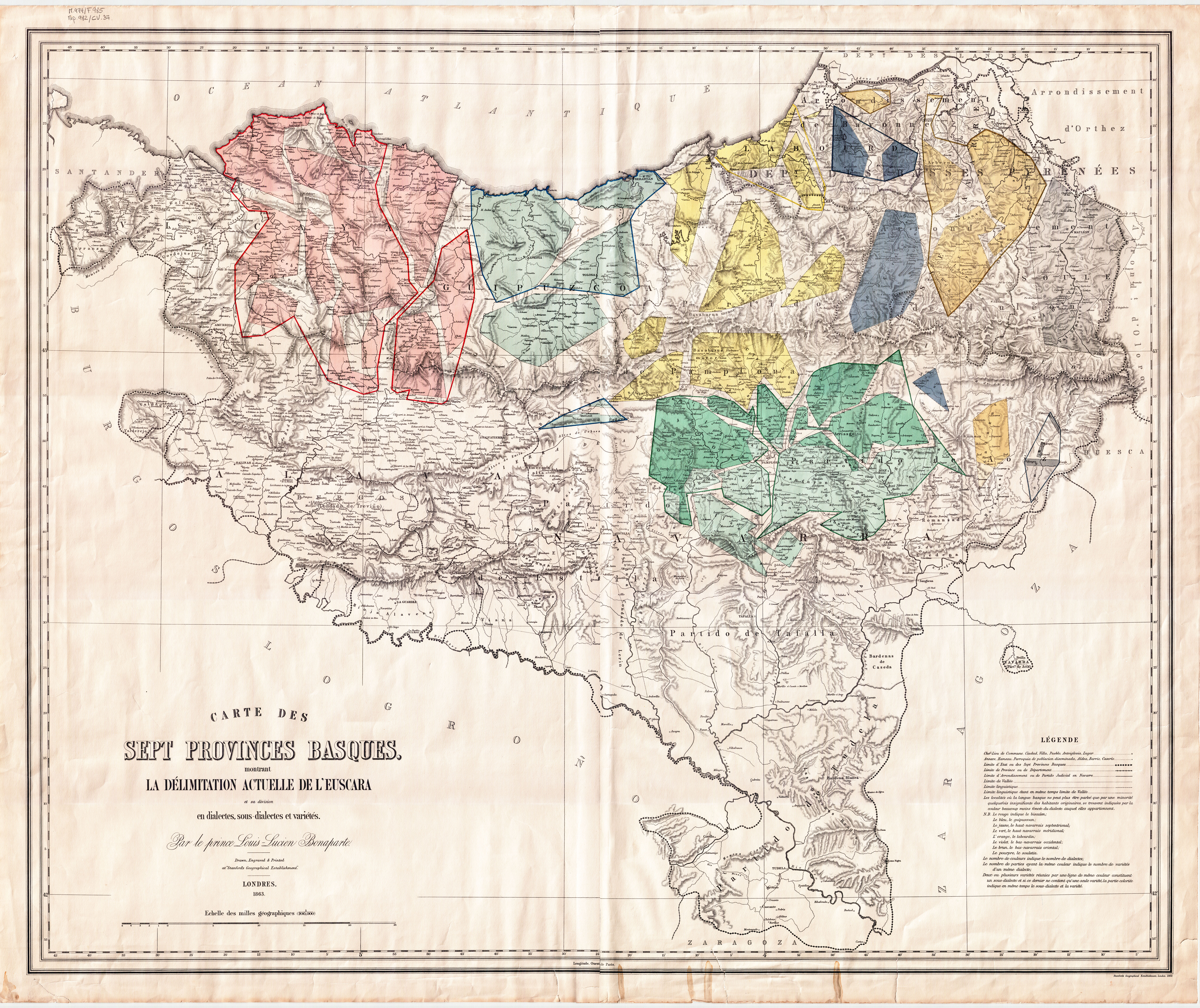
Karte der baskischen Dialekte von Louis Lucien Bonaparte
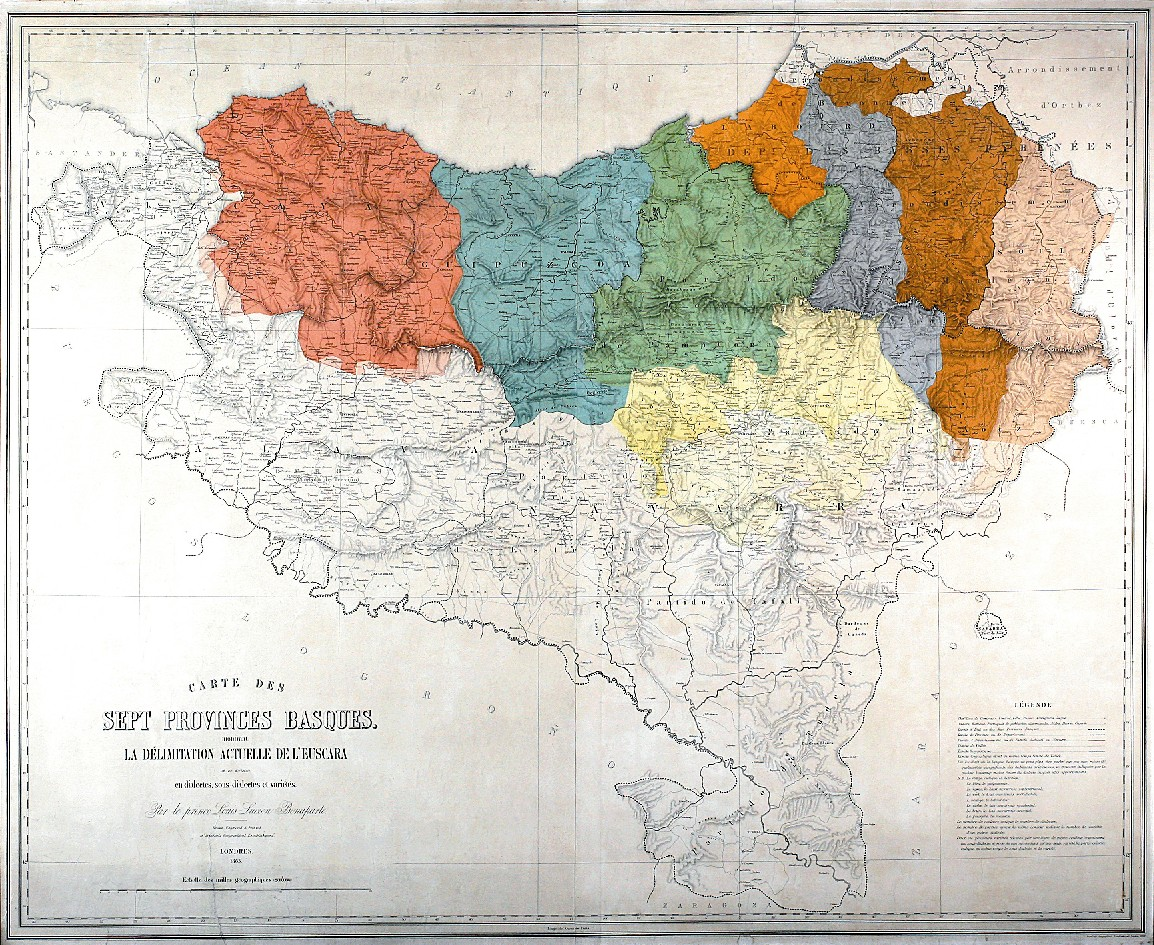
Sprachenkarte des Baskischen von Louis Lucien Bonaparte